# Yann Le Puits
Yann Le Puits (* 20. Oktober 1951 in Étampes) ist ein französischer Schriftsteller. Er schreibt Gedichte, Märchen, kurze Geschichten, Theaterstücke und Romane. 

## Leben
Seit 1976 lebt Le Puits in der Touraine. Er schreibt in den literarischen Zeitschriften Florilège, Regards, Flammes Vives, Art et Poésie de Touraine.

## Werke
- Sous le regard des étoiles, 2012, ISBN 978-2-84529-136-2
- Entre muraille et canal, 2011, ISBN 978-2-918892-00-7
- Et passent les rats…, 2011, ISBN 978-2-9529458-9-9
- La légende des Animaux, 2007, ISBN 978-2-9529458-1-3
- Paraboles, 2007, ISBN 978-2-9529458-2-0
- Ecritures en miroirs, 2007, ISBN 978-2-9529458-7-5
- Hautes Sources, Vastes Estuaires, 2007, ISBN 978-2-9529458-6-8
- Pot-pourri tourangeau, 2007, ISBN 978-2-9529458-6-8
- Salle d'attente (théâtre), 2007, ISBN 978-2-9529458-3-7
- Au creux du Styx, 2007, ISBN 978-2-9529458-4-4
- Voyage au Pays d’Haistybradu, 2007, ISBN 978-2-9529458-5-1
- Reprise des vides, 2001, ISBN 2-86805-076-X

## Preise und Auszeichnungen
- 2011: Aloysius-Bertrand-Preis von der Société des Poètes Français für sein Buch Sous le regard des étoiles
- 2012: Anlässlich des literarischen Wettbewerbs „Le Parchemin d’Argent“, Yann Le Puits gewann den ersten Ehrenpreis für seine Novelle Les rats du canal.